# 昭媛
昭媛，是中國、朝鲜、越南帝王妃嬪称号。始於中國唐代。

## 中國
昭媛是唐朝后宫九嫔之一，五代十国、宋朝（內命婦二品）、金朝（正二品）都有设置。

### 中國昭媛列表
- 唐德宗昭媛王氏
- 唐顺宗昭媛王氏
- 金朝完颜亮昭媛耶律察八

## 朝鲜
朝鲜王朝妃嫔等级：王妃、大妃、王大妃、大王大妃；正一品嫔；从一品贵人；正二品昭仪；从二品淑仪；正三品昭容；从三品淑容；正四品昭媛；从四品淑媛

### 朝鲜昭媛列表
- 朝鲜宣祖昭媛尹氏
- 朝鲜仁祖昭媛赵氏
- 朝鲜英祖昭媛李氏

## 越南
黎初朝（後黎朝初期）時黎聖宗開始設置，位列九嬪，為「三充」之一，後黎朝九嬪分為三昭（昭儀、昭容、昭媛）、三修（修儀、修容、修媛）、三充（充儀、充容、充媛）。